# Espagne au Concours Eurovision de la chanson 1968
L'Espagne a participé au Concours Eurovision de la chanson 1968 à Londres, au Royaume-Uni. C'est la 8e participation et la 1re victoire de l'Espagne au Concours Eurovision de la chanson.
Le pays est représenté par Massiel et la chanson La, la, la, sélectionnées en interne par la Televisión Española (TVE).

## Sélection interne
Le radiodiffuseur espagnol Televisión Española (TVE) choisit l'artiste et la chanson en interne pour représenter l'Espagne au Concours Eurovision de la chanson 1968.
Lors de cette sélection, c'est à l'origine le chanteur Joan Manuel Serrat qui fut choisi pour interpréter La, la, la, chanson écrite par le Dúo Dinámico. Cependant, Joan Manuel Serrat voulant interpréter la chanson en catalan, cela lui a été refusé à la demande des  autorités espagnoles.
Peu avant le concours, la chanteuse Massiel fut finalement choisie comme interprète de La, la, la pour représenter l'Espagne à l'Eurovision 1968, remplaçant Joan Manuel Serrat.
| Ordre | Auteur(s)                          | Interprète         | Chanson      | Traduction           | Langue   |
| ----- | ---------------------------------- | ------------------ | ------------ | -------------------- | -------- |
| 1     | Dúo Dinámico                       | Massiel            | La, la, la   | -                    | Espagnol |
| 1     | Dúo Dinámico                       | Joan Manuel Serrat | La, la, la   | -                    | Catalan  |
| 2     | Joan Manuel Serrat                 | -                  | Tirititero   | Marionnettiste       | Espagnol |
| 3     | Juan Pardo et Antonio Morales (es) | -                  | Nos falta fe | Nous manquons de foi | Espagnol |

## À l'Eurovision
Chaque pays avait un jury de dix personnes. Chaque juré attribuait un point à sa chanson préférée.

### Points attribués par l'Espagne
| 3 points | Portugal                     |
| 2 points | Allemagne Italie             |
| 1 point  | Belgique Norvège Yougoslavie |

### Points attribués à l'Espagne
| 10 points | 9 points                     | 8 points            | 7 points   | 6 points                         |
| --------- | ---------------------------- | ------------------- | ---------- | -------------------------------- |
|           |                              |                     |            | - Allemagne                      |
| 5 points  | 4 points                     | 3 points            | 2 points   | 1 point                          |
|           | - France - Monaco - Portugal | - Finlande - Italie | - Autriche | - Irlande - Luxembourg - Norvège |

Massiel interprète La, la, la en 15e position, après l'Irlande et avant l'Allemagne. Au terme du vote final, l'Espagne termine 1re sur 17 pays, obtenant 29 points.